# Szangszu állomás
Szangszu (Sangsu) állomás a szöuli metró 6-os vonalának állomása Mapho-ku (Mapo-gu) kerületben. A Hongde (Hongdae) városrészt szolgálja ki.

## Viszonylatok
| 6-os vonal                              | 6-os vonal | 6-os vonal                                            |
| --------------------------------------- | ---------- | ----------------------------------------------------- |
| Hapcsong (Hapjeong) Ungam (Eungam) felé | 6-os vonal | Kvanghungcshang (Gwangheungchang) Sinne (Sinnae) felé |